# Mahmudabad Nemuneh
Mahmūdābād Nemūneh (farsi محمودآباد نمونه) è una città dello shahrestān di Qazvin, circoscrizione Centrale, nella provincia di Qazvin in Iran. Aveva, nel 2006, una popolazione di 19.669 abitanti. La città si trova a ovest di Qazvin.